# 140 Borysowska Brygada Rakiet Przeciwlotniczych
140 Borysowska Brygada Rakiet Przeciwlotniczych – związek taktyczny wojsk obrony przeciwlotniczej Sił Zbrojnych ZSRR i Rosji, w latach 1959–1992 stacjonująca na terytorium Polski w składzie Północnej Grupy Wojsk.
W czasie stacjonowania na terytorium Polski brygada miała przydzielony numer poczty polowej „93293”.

## Historia
6 października 1943 roku w m. Pawszyno na terytorium ZSRR sformowano 66 Dywizję Artylerii Przeciwlotniczej, która za zasługi wojenne otrzymała nazwę wyróżniającą „Borysowska” i Order Kutuzowa II stopnia. Po roku 1945 dywizja znalazła się na terytorium Polski. W 1959 roku dywizję przeformowano w 189 pułk rakiet przeciwlotniczych, z miejscem dyslokacji w Legnicy.  17 lutego 1973 na mocy Dyrektywy Sztabu Generalnego SZ ZSRR pułk został przeformowany w 140 Brygadę Rakiet Przeciwlotniczych (z zachowaniem wcześniejszych nazw wyróżniających i odznaczeń), która w 1976 roku przemieszczona została do Trzebienia i Zielonej Góry.
Brygadę wyprowadzono z Polski w 1992 roku i przemieszczono ją do m. Georgijewka w Obwodzie semipałatyńskim (obecnie Kazachstan). Po rozpadzie ZSRR dyslokowano ją w m. Drowianaja, a następnie przemieszczono do m. Domna. Obecnie brygada wchodzi w skład wojsk Wschodniego Okręgu Wojskowego SZ FR.

## Skład
W czasie stacjonowania na terytorium Polski w skład brygady wchodziły:
- Dowództwo i sztab
- 3 dywizjony rakiet przeciwlotniczych (na PZR 2K11 Krug, od 1990 PZR 9K37 Buk)
- bateria wsparcia ogniowego (na ZSU-23-4)

## Dowódcy
- płk I.M. Korotkich (1943–1944)
- gen. mjr art. Sergiusz Sazonow (1944–1945)
- płk P.G. Szczełko (1945–1948)
- płk M.A. Jegorow (1948–1952)
- płk W.P. Okorokow (1952–1954)
- płk N.A. Karandiejew (1954–1959)
- płk A.F. Kostienko (1959–1960)
- płk W.M. Polewicznyj (1960–1965)
- ppłk G.S. Maczychin (1965–1967)
- płk W.W. Kisieliow (1967–1970)
- płk A.A. Leonow (1970–1972)
- ppłk A.W. Dianow (1972–1973)
- ppłk W.A. Szczewcow (1973–1976)
- ppłk J.A. Dorochow (1976–1977)
- płk N.N. Gawryliszyn (1977–1983)
- płk E.F. Frołow (1983–1985)
- ppłk W.J. Babajew (1985–1988)
- płk A.K. Sieriebriannikow (1988–1989)
- płk W.N. Tarakanow (1989–1992)
- płk W.G. Orłow (1992–1994)
- płk A.D. Wołkow (1994–1995)
- płk W.I. Filippow (1995–1997)
- płk M.M. Biełow (1997–1999)
- płk O.I. Biełokopytow (1999–2000)
- płk P.E. Brykin (2000–2010)
- płk A.W. Kowyniow (2013–2015)
- płk R.M. Lebiediew (2015–2020)
- płk A.W. Koszkin (2020–)[2]